# Lacey Sturm
Lacey Nicole Sturm, nata Lacey Nicole Mosley (Homestead, 4 settembre 1981), è una cantante statunitense.

## Biografia
Nata in Florida, è cresciuta in Texas e in particolare ad Arlington.
Nel 2000 comincia a suonare con il batterista James Culpepper. Con lui e con altri musicisti fonda due anni dopo il gruppo alternative metal dei Flyleaf, che esordisce nel 2005 con l'album omonimo.
Nel 2008 collabora con la band christian rock dei Third Day per l'album Revelation. Nello stesso anno acquisisce, dopo il matrimonio, il cognome del marito Joshua Storm. Nel 2010 appare nell'album 7th Symphony degli Apocalyptica, in particolare nel brano Broken Pieces.
Poco prima della pubblicazione dell'album New Horizons, nell'ottobre 2012, viene ufficializzato il suo addio al gruppo Flyleaf dopo dieci anni. La cantante viene sostituita da Kristen May, già componente dei Vedera. Sempre nel 2012 partecipa alla colonna sonora del film Underworld - Il risveglio con il brano Heavy Prey.
Nel febbraio 2016 viene pubblicato il suo primo album da solista Life Screams. Dal disco vengono estratti i singoli Impossible e Life Screams.
Nell'autunno del 2017, collabora con gli Skillet per la canzone Breaking Free, contenuta nella deluxe edition di Unleashed, intitolata Unleashed Beyond, uscita il 17 novembre 2017.

## Discografia

### Da solista
- 2016 - Life Screams